# Hkakabo Razi
Pour les articles homonymes, voir Razi.
Hkakabo Razi (en birman ခါကာဘိုရာဇီ, kʰàkàbò ɹàzì), culminant à 5 881 mètres d'altitude, est la plus haute montagne d'Asie du Sud-Est. Elle est située dans l'État Kachin, dans l'extrême nord de la Birmanie, à proximité de la frontière avec la Chine (Tibet) et non loin de celle avec l'Inde (État de l'Arunachal Pradesh). Il constitue un des sommets du Dandalika Shan, un massif appartenant au système des monts Hengduan. 
Comme son sommet n'a été atteint qu'une seule fois, on ne dispose pas de mesure précise de son altitude. L'expédition du National Geographic en 2014 a atteint l'altitude de 5 742 mètres avant de devoir redescendre car ils étaient à court de vivres. Ils ont estimé que le sommet pouvait être 240 mètres plus haut, ce qui ferait une altitude finale de 5 982 m, environ 100 mètres au-delà des estimations actuelles. Une expédition birmane s'est entraînée pour se lancer durant l'été 2018 mais elle a été annulée. Le sommet voisin, le Gamlang Razi (en), a été mesuré à 5 870 mètres (± 2 mètres) en 2013 et est considéré comme un bon candidat au titre de plus haute montagne d'Asie du Sud-Est.

## Géographie
Le sommet se trouve dans le parc national de Hkakabo Razi, un parc montagneux largement recouvert d'une forêt humide, dans une zone au climat subtropical située entre 2 440 et 2 740 mètres d'altitude, puis plus haut de feuillus avec des forêts semi-caduques et persistantes et enfin de conifères, recouverts de neige en hiver. Au-dessus de 3 350 mètres, la zone forestière la plus élevée est de type alpin. Encore plus haut, autour de 4 570 mètres, dans le froid et le vent permanent, les glaciers dominent. Aux environs de 5 330 mètres, on trouve une vaste calotte glaciaire avec plusieurs glaciers émissaires.

## Première ascension
En 1995, une reconnaissance menée par le Japonais Takashi Ozaki et la Française Frédérique Gély est effectuée pendant deux mois pour évaluer les itinéraires d'ascension possible. 
En 1996, une expédition lourde birmane-japonaise-française est montée pour gravir le Hkakabo Razi. L'éloignement du sommet et la difficulté du terrain nécessitent un mois de marche d'approche. Un camp de base est ensuite installé au pied de la face nord ainsi que plusieurs camps d'altitude pour venir à bout des multiples difficultés d'ascension. Le 15 septembre 1996, Ozaki et le Birman Nyima Gyaltsen (connu aussi sous le nom « Aung Tse ») sont les premiers à en atteindre le sommet .